# Claude Richoz
Pour les articles homonymes, voir Richoz.
 (février 2016).
Si vous disposez d'ouvrages ou d'articles de référence ou si vous connaissez des sites web de qualité traitant du thème abordé ici, merci de compléter l'article en donnant les références utiles à sa vérifiabilité et en les liant à la section « Notes et références ».
Claude Richoz, né le 25 mars 1929 à Genève et mort le 7 mai 2001 dans la même ville, est un journaliste suisse et critique d'art, qui fut en particulier rédacteur en chef du journal La Suisse.

## Biographie
D'un père fribourgeois et d'une mère vaudoise, Claude Richoz naît à Genève, dans le quartier des Eaux-Vives puis vit au Petit-Saconnex où il suit ses écoles primaires. Il sera en particulier le camarade de classe du cinéaste Alain Tanner. Entre 1943 et 1948, il écrit des poèmes qui seront publiés en 1954 sous le titre « Serge-Henri » et récompensés par le Prix Interfrance, en Belgique[réf. nécessaire].
Il commence son activité journalistique en 1946 lorsqu'il crée, avec son ami Jean-Claude Muller, un petit journal local Farandole. Ayant obtenu son diplôme de l'école de Commerce, il travaille dans une régie, puis au TCS, en attendant de partir pour Paris, puis en 1951 pour l'Algérie. De retour à Genève en 1952, il devient rédacteur en chef de la revue » Jeunesse », éditée par les Unions chrétiennes de jeunes gens. L'année suivante, il est rédacteur, à Moutier, à la Tribune jurassienne puis dès 1955 à la Vie protestante jusqu'en 1960. Après avoir collaboré au Journal de Genève comme chroniqueur  artistique, il entre en 1960 au journal La Suisse dont il sera le rédacteur en chef de 1976 à 1985.
De 1962 à 1965, il est également président de l'Association de la presse genevoise[réf. nécessaire].
La bibliothèque de Genève conserve un fonds de ses travaux  au département des manuscrits et des archives privées.

## Principales publications
- Serge-Henry, Claude Richoz, Malines : Éditions du CELF, 1954. Recueil de poèmes, prix Interfrance 1954.
- L’œuvre d' Alice Jaquet, A,-M. Burger, A. Berchtold, P.-F Schneeberge, préface de C. Richoz. Édition de la Prévôté, Moutiers, 1977.
- Paul Chaudet ...que nous aimions, Claude Richoz, Vulliens; Éditions Mon village Vulliens, 1982, collection Visages et coutumes de ce pays
- Walter Uhl : le rêve capturé, Claude Richoz, Genève; Édition du Vieux-Chêne,1985
- Raccourcis 1, Claude Richoz; Claude Monnier, Lausanne; Paris : Pierre-Marcel Favre, 1986, collection Phalanstère, 185 pages, 17 cm, broché.  (ISBN 9782828902636)
- Raccourcis 2, Claude Richoz, Lausanne; Paris : Pierre-Marcel Favre, 1987, collection Phalanstère, 244 pages, 17 cm, broché.  (ISBN 9782828903183)
- Lorsque ces magasins s'appelaient hauts-bancs : Malbuisson, Galerie centrale, Fusterie, Claude Richoz, Micheline Tripet, Genève; S. Hurter, 1990
- Le Dr Jean-Pierre Othenin-Girard, Claude Richoz, Article Tribune de Genève, 1996 (26.06.1996)
- Hans Erni, grand artiste populaire, Claude Richoz, Article La Suisse, Genève,1989 (09.02.1989)

## Source
- Alfred Berchtold, Vocation journaliste : Trajectoire de Claude Richoz, 1929-2001, Genève, Édition Georg, 2003 (ISBN 2825708275)